# Ana Silvia Monzón
Ana Silvia Monzón Monterroso (Guatemala, 1960) es una socióloga, investigadora y comunicadora social feminista guatemalteca. En 1993 fue cofundadora del programa radiofónico Voces de Mujeres. Actualmente es coordinadora y profesora-investigadora del Programa académico género y feminismos en FLACSO-Guatemala. Ha realizado investigaciones en temas como: situación de la niñez, participación política e historia de las mujeres, comunicación y género, mujeres y maquila, movimiento de mujeres, etnia y género, género y migración, educación integral en sexualidad. Desde el año 2020 es Miembro  Titular de la Organización de Mujeres para Ciencia para el Mundo en Desarrollo en el Capítulo Nacional Guatemala. 

## Trayectoria
Cursó la licenciatura en Sociología en la Escuela de Ciencia Política de la Universidad de San Carlos de Guatemala (1992) y se doctoró en ciencias sociales por el Programa Centroamericano de postgrado, FLACSO-Guatemala con la tesis "Mujeres, ciudadanía e inmigración" (2009). Cuenta con un Postgrado en Estudios de Género y con formación en producción radiofónica. Ha sido docente universitaria en la USAC, asesora de tesis e investigadora. 
En 1989 fue cofundadora junto a otras académicas de la Comisión de Estudios de la Mujer y ha sido integrante de Convergencia Cívico Política de Mujeres. Integrante-fundadora de la Comisión Universitaria de la Mujer desde su creación en 1994 y, en esa calidad, participante en el proceso de creación del Instituto Universitario de la Mujer (noviembre de 2004), de la Política de Equidad de Género en la educación superior (2008), de la Agenda Universitaria de Investigación en estudios de la mujer, género y feminismo (2009).
Ha sido docente e investigadora en la Universidad de San Carlos de Guatemala. Actualmente es coordinadora y profesora-investigadora del Programa académico género y feminismos en FLACSO-Guatemala.
En 2007 fue cofundadora de la iniciativa “Mujeres Abriendo Caminos”, proyecto creado con el objetivo de vincular a mujeres migrantes en Los Ángeles, California con mujeres en Guatemala, a través de la radio. En coordinación con Azalea Vásquez Ryckman y Ana Castillo. Mujeres Abriendo Caminos inauguró un espacio radiofónico en la radio pública KPFK 90.1 FM Los Angeles, California, en enero de 2007. Actualmente se realiza a través de un enlace semanal con Voces de Mujeres.

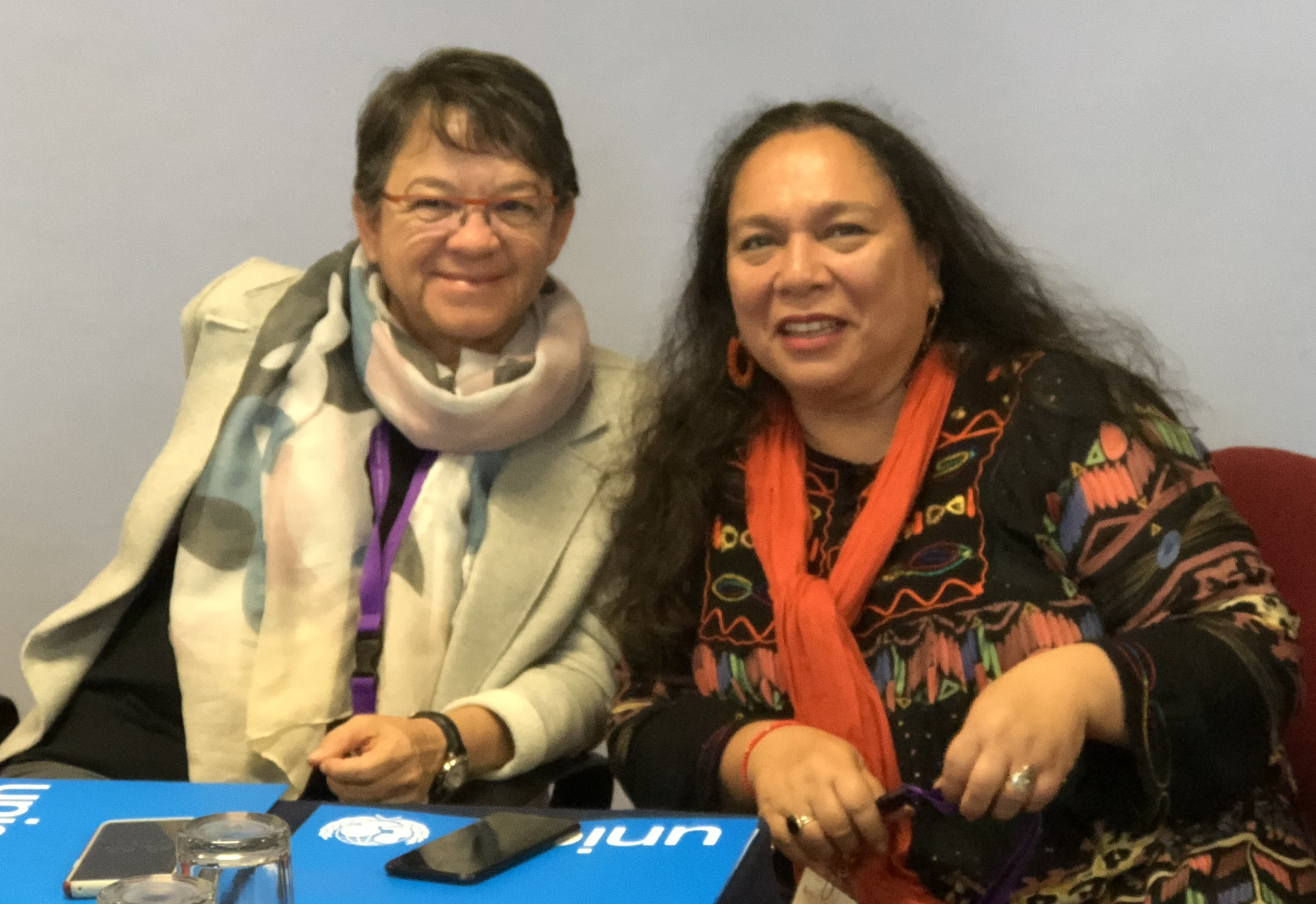
Ana Silvia Monzón con Montserrat Sagot, La Antigua, 2018

En el 2010 su tesis doctoral “Mujeres, ciudadanía y migración en el contexto de la migración internacional hacia Estados Unidos”, fue premiada por la Universidad Centroamericana-UCA y el PNUD de El Salvador (2010).
En el 2015 fue invitada por UNESCO para formar parte del Comité científico asesor-SAC del Programa MOST (Gestión de las transformaciones sociales) que vincula academia, Estado y sociedad civil.

### Comunicadora feminista
Monzón es pionera en comunicación feminista y ha sido cofundadora del programa radiofónico Voces de Mujeres transmitido a través de Radio Universidad desde 1993, de Red Mujeres al Aire (2002), Mujeres Abriendo Caminos (Los Ángeles, California 2007) y Mujeres Convocando (TV Maya, 2011). 
También ha estado ligada desde su creación en 1998 al periódico feminista La Cuerda el primer periódico mensual feminista de Guatemala, y desde el 2007 es integrante de su Consejo editorial.

### Publicaciones
Entre sus publicaciones están: 
Las mujeres, los feminismos y los movimientos sociales en Guatemala: relaciones, articulaciones y desencuentros. Guatemala, FLACSO, 2015. 
El movimiento de mujeres en Guatemala: amplio, diverso, polifónico. Guatemala : un mouvement des femmes fort, diversifié et polyphonique. Publicado en francés. En: État des résistances dans le Sud. Mouvements de femmes Vol. XXII – 2015, n°4 12/2015. Bélgica, CETRI, Syllepse 
- Mujeres y participación política:     entre la realidad y el desafío. Guatemala,

NDI/ONUMujeres, 2013. Coautora con Sofía Vásquez y Patricia Galicia.
Coautora libro “Nosotras las de la historia: mujeres guatemaltecas siglos XIX-XXI”. Guatemala,  La Cuerda/SEPREM. Guatemala, noviembre de 2011.
- Por una universidad incluyente. Guía metodológica para incorporar el enfoque de género y etnia en la educación superior. Proyecto FOCINEG/IUMUSAC. 2011.
- Compiladora y autora del libro  “Mujeres,     ciencia e investigación: miradas críticas”. Dirección de Docencia Universitaria/IUMUSAC-USAC. Publicado por la DDUSAC/Ministerio de Educación, 2009.
- Artículo “Las universidades ante los retos de la inclusión”. En: Pensamiento Universitario, USAC/Dirección General de Docencia, 2008. (Colección:     Cuadernos de Docencia).
- Libro “Las viajeras invisibles. Mujeres migrantes en Centroamérica y el sur de México”.  Guatemala, Consejería en Proyectos. Octubre 2006.
- Libro “La encrucijada de las identidades: Mujeres, feminismos y mayanismos en diálogo” compiladora junto con la Mtra. Aura Cumes. Con el apoyo de HIVOS/Consejería en Proyectos APN/IUMUSAC.  Abril 2006.

· Entre líneas: participación política de las mujeres en Guatemala (1944-1954).  Artículo publicado en:  Rodríguez Sáenz, Eugenia editora  Mujeres, género e historia en América Central durante los siglos XVIII, XIX y XX.  Costa Rica, UNIFEM/ Editorial PLUMSOCK, 2002.
· La diversidad es riqueza: las relaciones de género en sociedades pluriculturales.  Guatemala, Fundación Guatemala/UICN/Fundación Arias para la Paz.  2003.
· Mujeres diversas. Memoria de las Jornadas Feministas Centroamericanas, Nicaragua, La Corriente, 2001.
· Disco compacto “Voces entrelazando milenios”. Serie de cuatro reportajes radiofónicos. Guatemala, UNIFEM, 2001.
· Cuando iniciamos el camino. Participación sindical de las mujeres en Guatemala.  Proyecto Mujeres Trabajadoras de la Maquila/OIT.  Octubre 2001
· Etnia y género.  Boletín ETHNOS, USAC/IDEI, 1994.

## Premios y reconocimientos
- En 1997 fue reconocida por la Asociación Mujer Vamos Adelante y la Fundación Arias para la Paz y el Progreso Humano por su labor “en los medios de comunicación en pro del desarrollo y promoción de la mujer en Guatemala”.[6]
- 2010 Premio a mejor tesis en temas de migraciones. Certamen regional convocado por la Universidad Centroamericana José Simeón Cañas-UCA y el PNUD/El Salvador.
- Nominación del colectivo Voces de Mujeres, del que es fundadora al IV Premio de Derechos Humanos Rey de España. Universidad de Alcalá de Henares, España. Avaladas por la Comisión Presidencial de Derechos Humanos-COPREDEH, 2010.
- 2012 Nominada al Premio Simone de Beauvoir (Francia), por la Liga de los Derechos de las Mujeres. (Quedó en segundo lugar cerca del primero obtenido por Malala Yousufzai)[7][2]